# Rodrigo de Castro Osorio
Rodrigo kardinal de Castro Osorio, španski rimskokatoliški duhovnik, škof in kardinal, * 5. marec 1523, Valladolid, † 20. september 1600.

## Življenjepis
30. avgusta 1574 je bil imenovan za škofa Zamore, 13. junija 1578 za škofa Cuence in 20. oktobra 1581 za nadškofa Seville.
12. december 1583 je bil povzdignjen v kardinala.